# 록키 발보아 (영화)
록키 발보아(Rocky Balboa)는 2006년 개봉한 미국의 영화이다.

## 출연

### 주연
- 실베스터 스탤론

### 조연
- 버트 영
- 마일로 벤티밀리아
- 제랄딘 휴즈
- 안토니오 타버
- 제임스 프란시스 켈리 3세
- 토니 버톤
- 헨리 G. 샌더스

## 기타
- 공동제작: 가이 리델
- 미술: 프란코 지아코모 카본
- 시각효과부문: 대니 김
- 배역: 다이안 히리
- 배역: 쉘리아 자프